# Fernando López Arias, Cosamaloapan de Carpio
Fernando López Arias är en ort i Mexiko.   Den ligger i kommunen Cosamaloapan de Carpio och delstaten Veracruz, i den sydöstra delen av landet, 400 km öster om huvudstaden Mexico City. Fernando López Arias ligger 14 meter över havet och antalet invånare är 820.
Terrängen runt Fernando López Arias är mycket platt. Runt Fernando López Arias är det ganska glesbefolkat, med 40 invånare per kvadratkilometer. Närmaste större samhälle är Cosamaloapan de Carpio, 15,0 km öster om Fernando López Arias. Trakten runt Fernando López Arias består till största delen av jordbruksmark.